# Martin Lachkovics
Martin Lachkovics, född 25 januari 1975, är en friidrottare från Österrike. Han deltog vid olympiska sommarspelen 1996 och olympiska sommarspelen 2000.